# زاخایکی-کولونگا
زاخایکی-کولونگا (به لهستانی:  Zahajki-Kolonia) یک روستا در لهستان است که در گمینا ورکی واقع شده‌است.